# Rasmus Rasmussen
Rasmus Rasmussen, också känd som Rasmus Olai Rasmussen, född 1862 i Molde, död 1932 i Oslo, var en norsk skådespelare. Han var Det norske teatrets första teaterchef (1912–1915), senare var han även teaterchef för Trondhjems Nationale Scene. Rasmussen var verksam som skådespelare vid Den Nationale Scene under många år, och sjöng även i operor och operetter.

## Filmografi (urval)
- 1915 – Dolken (Bernhard)
- 1916 – Havsgamar (Hornung)
- 1926 – Glomdalsbruden (prästen)
- 1926 – Brudefärden i Hardanger (sorenskriveren)
- 1930 – Kristine Valdresdatter (Erik Solbjør, länsmannen)